# Браш (Жиронда)
Браш (фр. Brach) насеље је и општина у југозападној Француској у региону Аквитанија, у департману Жиронда која припада префектури Бордо.
По подацима из 2011. године у општини је живело 539 становника, а густина насељености је износила 18,84 становника/km². Општина се простире на површини од 28,61 km². Налази се на средњој надморској висини од 32 метара (максималној 39 m, а минималној 27 m).

## Демографија
| 1962. | 1968. | 1975. | 1982. | 1990. | 1999. | 2011. |
| ----- | ----- | ----- | ----- | ----- | ----- | ----- |
| 155   | 187   | 162   | 161   | 188   | 235   | 539   |

График промене броја становника у току последњих година